# میشل دلافوس
میشل دلافوس (فرانسوی: Michel Delafosse‎؛ زادهٔ ۲۵ نوامبر ۱۹۴۳ - درگذشته ۹ ژوئیهٔ ۲۰۱۳) بازیکن فوتبال اهل فرانسه بود.
وی همچنین در تیم ملی فوتبال فرانسه بازی کرده‌است.